# Biju
Biju, cavaco-chinês ou taboquinha é um biscoito doce, crocante e quebradiço feito com uma massa seca de polvilho ou de farinha de trigo, untada em margarina e preparada em formato tubular (como um canudo), ou em formato circular (como uma pizza), com auxílio de uma prensa. Antigamente encontrado em vários locais do país; hoje é muito comum somente no Nordeste; normalmente são vendidos por vendedores ambulantes que anunciam sua presença com matracas improvisadas ou triângulos, e os acondicionam em latas ou em saquinhos plásticos.